# Vogtländisch
Vogtländisch (vogtländisch: Vuuchtländsch) bezeichnet eine Reihe von Dialekten, die hauptsächlich im sächsischen Vogtland gesprochen werden.

## Geschichte

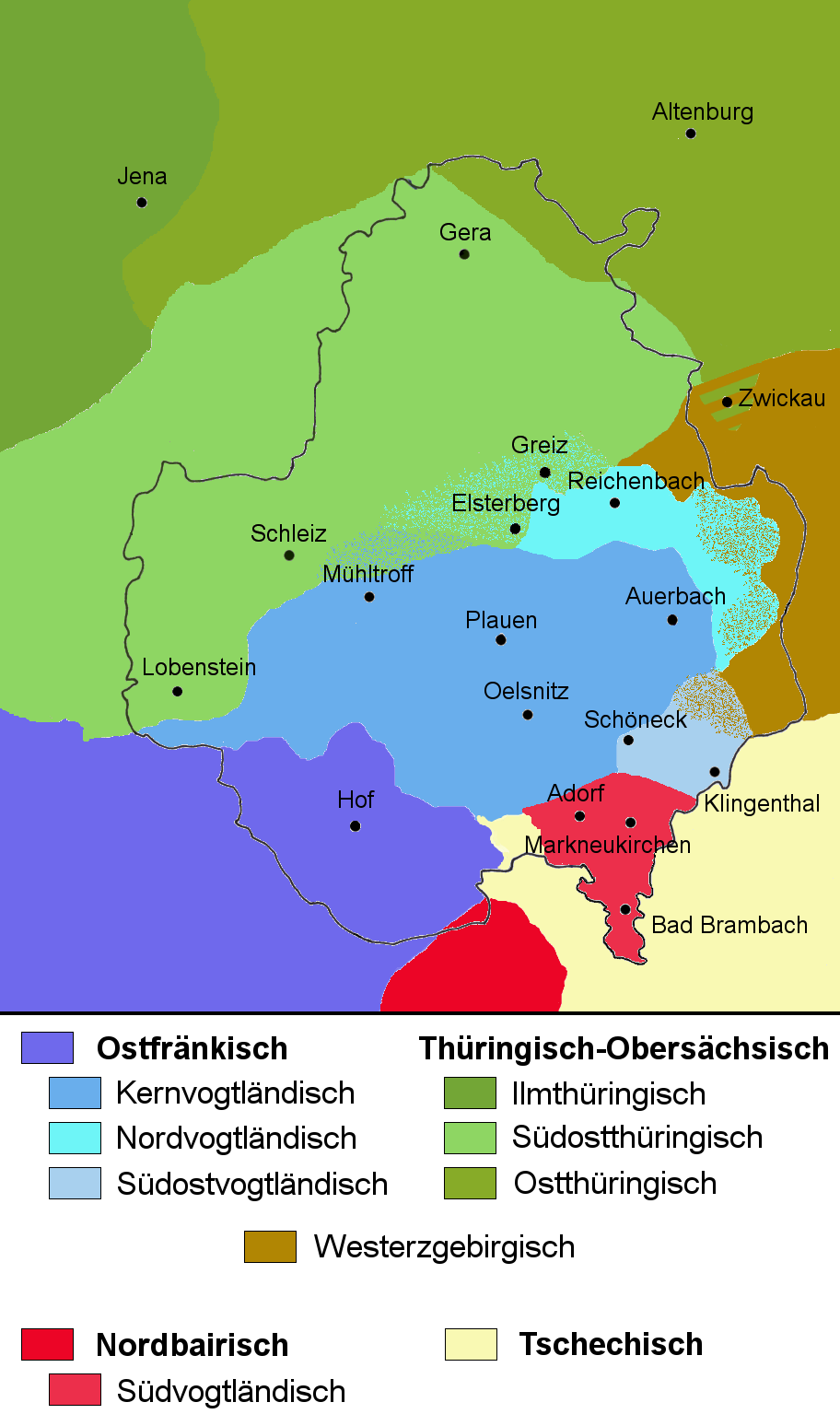
Dialekte im Vogtland

Vor allem im ländlichen Bereich hört man die eigenartige Melodie dieses Dialekts. Neben der Lausitz sind es vor allem das Erzgebirge und das Vogtland, die noch relativ eigenständige Mundartbereiche aufweisen. Es resultiert eine Verwandtschaft erzgebirgischer und vogtländischer Mundart aus der Besiedlungsgeschichte dieser Gebiete. Es gab drei Siedlerströme: Im 12. und 13. Jahrhundert erschlossen sie das von Sorben bewohnte Territorium. Aus der Oberpfalz kam die erste Siedlungswelle und reichte bis ins südliche Vogtland. Die zweite kam aus Mainfranken und eine weitere aus dem mitteldeutschen Raum. Darauf folgte die Entstehung politischer Verwaltungsbezirke – ein sprachlich geschlossenes Gebiet. Im Verlaufe der Jahrhunderte bildeten sich drei große Mundartgebiete.

## Verbreitungsgebiet

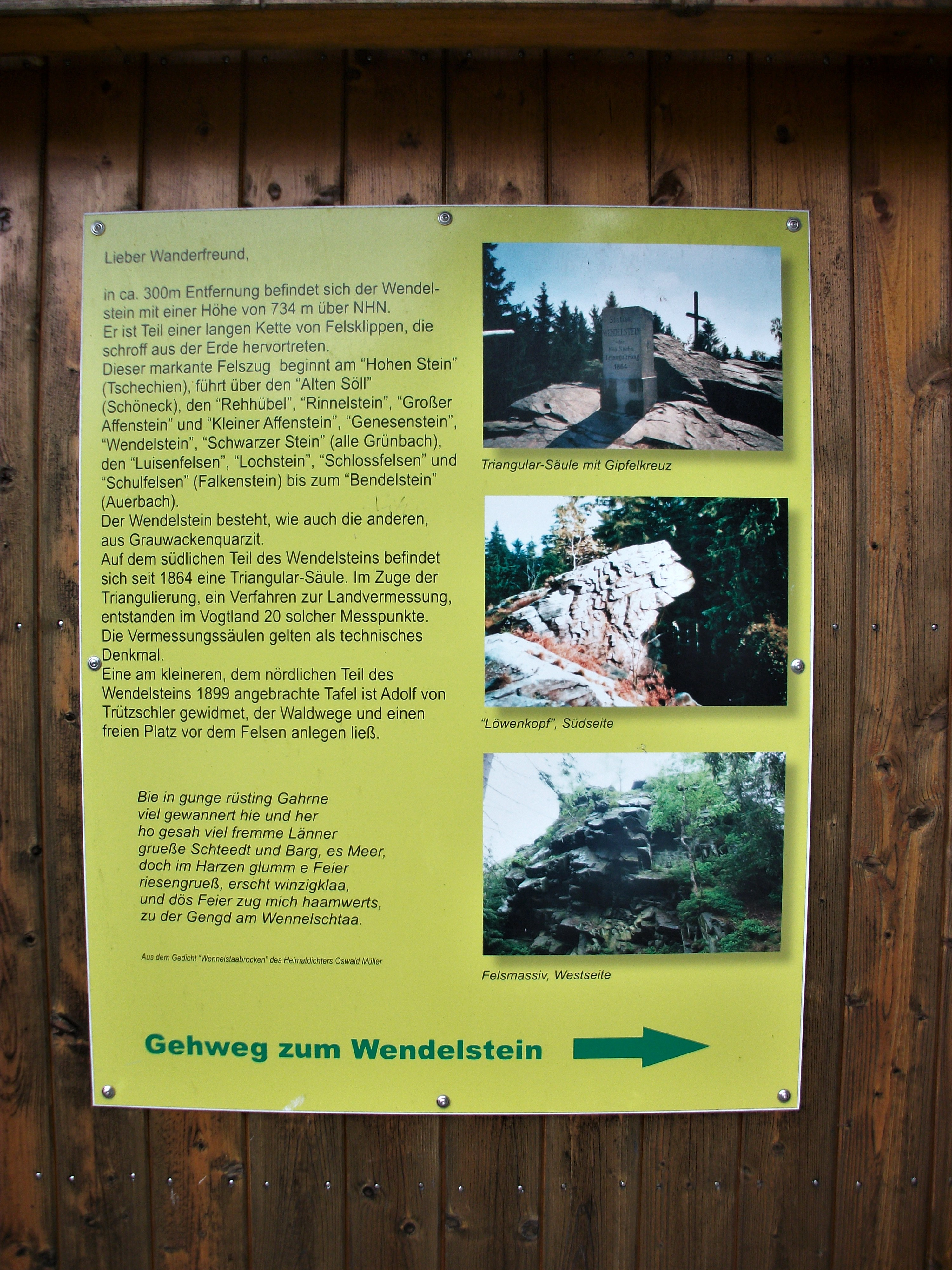
Wendelstein (Grünbach), Infotafel mit Mundartgedicht (unterer Teil)

### Kernvogtländisch
Kernvogtländisch ist ein ostfränkischer Dialekt, welcher im größten Teil des sächsischen Vogtlandes insbesondere in der Gegend um Plauen, Oelsnitz und Auerbach gesprochen wird.

### Nordvogtländisch
Nach Norden gibt es einen größeren Übergangsbereich ins Südostthüringische, der als Nordvogtländisch bezeichnet wird.

### Südostvogtländisch
In der Gegend um Schöneck und Klingenthal geht der Dialekt als Südostvogtländisch ins Erzgebirgische über. Ein besonderes Merkmal dieser Dialekte ist vor allem die langgezogene und zum Teil überbetonte Aussprache von Vokalen – „das Singen“ – welches im oberen Göltzschtal um Auerbach am stärksten ausgeprägt ist. Diese Dialekte stellen als Teil eines Dialektkontinuums einen Übergangsbereich vom Ostfränkischen zum Obersächsischen dar. So findet man – zumindest im Südostobervogtländischen – auch hier das Wort hoa (o und a werden zusammen als ein mittellanger Vokal, der zwischen a und o liegt, gesprochen, ein im Hochdeutschen nicht verwendetes Phon), das von Dialektsprechern als Synonym zu „Ja“ oder als affirmative Modalpartikel verwendet wird.

### Südvogtländisch
Südvogtländisch wird südlich der Linie Freiberg – Wohlbach – Gunzen – Hoher Brand gesprochen. Hier handelt es sich um einen nordbairischen Dialekt, der sich deutlich von den restlichen Mundarten abhebt. Neben gerolltem r sind vor allem die Doppellaute prägend. Es besteht eine nahezu abrupte Sprachgrenze zu den restlichen Mundarten, insbesondere zum Zwotatal hin.

## Schrift und Aussprache
Im Folgenden sind einige Beispiele aufgeführt. Eine einheitliche Schriftsprache gibt es aufgrund der Vielfalt an Dialekten natürlich nicht. Die Aufzählung schließt das Südvogtländische als bairischen Dialekt weitgehend aus und bezieht sich auf das Gemeinvogtländische.
| Schreibung/Laut | Aussprache                                             | Vogtländisch        | Übersetzung/Hochdeutsch                  |
| --------------- | ------------------------------------------------------ | ------------------- | ---------------------------------------- |
| -aa / -aa-      | langes, helles a, hd. auch au-, eu, oder ei-Laut       | aah Fraad Aamer     | auch Freude; Eimer                       |
| ü               | kurzes oder langes i                                   | Biecher             | Bücher                                   |
| ö               | e (außer vor r)                                        | Leffel              | Löffel                                   |
| -el             | l                                                      | Haisl               | Langform: Haisel = Häusel = Häuslein     |
| -er             | r                                                      | Fellr               | Langform: Feller = Felder                |
| -en             | m nach f oder p                                        | laafm Lappem        | Langform: laafen = laufen Lappen         |
| -en             | ng nach ch oder k                                      | machng              | machen                                   |
| -gn (hd. gen)   | ng                                                     | song / sogn         | sagen                                    |
| -bn             | m                                                      | Leem                | von Lebn = Leben                         |
| p               | stl. b                                                 | Baul                | Paul                                     |
| t               | stl. d                                                 | dauen               | tauen                                    |
| g               | ch in In- und Auslaut, außer in der Verbindung mit -gn | Wech echoal gesocht | Weg von egoal = egal von gesogt = gesagt |
| st              | scht                                                   | Staa                | Stein                                    |
| sp              | schp                                                   | Spoa                | Span                                     |

Für das Südostvogtländische gilt:
| Schreibung/Laut | Aussprache                      | Südostvogtländisch                  | Kernvogtländisch/Hochdeutsch                                                |
| --------------- | ------------------------------- | ----------------------------------- | --------------------------------------------------------------------------- |
| i               | kurzes ö vor m, n, ng, nk und r | schlömm Könner sönge trönkng klörrn | schlimm von Kinner = Kinder von singe = singen trinken von klirrn = klirren |

## Vogtländisches Wort des Jahres
Seit 2024 wird durch den Vogtlandkreis ein Vogtländisches Wort des Jahres gekürt. Zu diesem Zweck findet eine Umfrage statt.
| Jahr | Thema                         | Wort des Jahres          | Bedeutung                | weitere Vorschläge                                |
| ---- | ----------------------------- | ------------------------ | ------------------------ | ------------------------------------------------- |
| 2024 | –                             | Aaziehzeich              | Kleidung, „Anziehzeug“   | –                                                 |
| 2025 | „Zeisch [Zeug] aus der Küche“ | wird noch bekanntgegeben | wird noch bekanntgegeben | Nieslmoß – Meßbecher (das „e“ wird mitgesprochen) |
| 2025 | „Zeisch [Zeug] aus der Küche“ | wird noch bekanntgegeben | wird noch bekanntgegeben | Schneidteifel – sehr scharfes Messer              |
| 2025 | „Zeisch [Zeug] aus der Küche“ | wird noch bekanntgegeben | wird noch bekanntgegeben | Sterz – Topfdeckel                                |
| 2025 | „Zeisch [Zeug] aus der Küche“ | wird noch bekanntgegeben | wird noch bekanntgegeben | Hietroochbrettl, Hietroachbrettl – Tablett        |
| 2025 | „Zeisch [Zeug] aus der Küche“ | wird noch bekanntgegeben | wird noch bekanntgegeben | Schnärpfel – Verschluß                            |

## Sprachbeispiel
Sprachbeispiele in Form von Kurzgeschichten, die auch vertont sind (Südostvogtländisch), finden sich wie folgt:
- Vogtländische Mundart – Kurzgeschichten